# Gujjarpur Khurd
Gujjarpur Khurd (em panjabi: ਗੁਜਰਪੁਰ ਖੁਰਦ) é uma aldeia localizada no distrito de Shaheed Bhagat Singh Nagar, no estado de Punjab, na Índia. Está localizado a 7,5 (4,7 mi) quilômetros de Banga, 22 (14 mi) quilômetros da cidade de Mukandpur, 19 quilômetros (12 mi) do distrito Shaheed Bhagat Singh Nagas e 112 quilômetros (70 mi) da capital do estado, Chandigarh. A aldeia, assim como as demais indianas, é governada por um sarpanch, eleito democraticamente pela maioria da população residente no assentamento.

## Demografia
Segundo o relatório publicado pelo Censo da Índia de 2011, a aldeia Gujjarpur Khurd é composta por um total de 40 casas e a população total é de 204 habitantes, dos quais 105 são do sexo masculino e 99, do sexo feminino. O nível de alfabetização da aldeia é 84.27% maior que a média do estado, a qual é de 75.84%.
Conforme constatação do Censo, 68 pessoas exercem seu trabalho fora da aldeia; dessas, 58 são homens e 10 são mulheres. O levantamento do governo também consta que 97.06% dos trabalhadores ocupam um serviço como trabalho formal e único, enquanto os outros 2.94% estão envolvidos em atividades marginais, trabalhando como meio de subsistência em diferentes lugares em menos de seis meses.

## Educação
Na aldeia, não há nenhuma escola, e os estudantes precisam ir a outras aldeias para estudar; muitas dessas aldeias estão distantes por dez quilômetros. Nas proximidades, destaca-se a Lovely Professional University a 37 quilômetros. Outras instituições de ensino também representam papel importante na região: Guru Nanak Mission Public, Sat Modern Public, Guru Teg Bahadur Model e Guru Ram Dass Public.

## Transporte
A estação de trem mais próxima de Gujjarpur Khurd é Banga; no entanto, a estação principal, Garhshankar, está a 14 quilômetros (8,7 mi) de distância. O aeroporto mais perto é Sahnewal, localizado a 66 quilômetros, e o aeroporto internacional mais próximo é o Sri Guru Ram Dass Jee, a 147 quilômetros.